# Larry Brand
Larry Brand (New York, 1949. december 16. – Los Angeles, Kalifornia, 2019. február 9.) amerikai filmrendező, forgatókönyvíró.

## Filmjei
- The Fall Guy (1982, tv-sorozat, forgatókönyvíró, egy epizód)
- Disneyland (1986, tv-sorozat, forgatókönyvíró, egy epizód)
- A sors fegyvere (Backfire) (1987, forgatókönyvíró)
- Végzetes éjszaka (The Drifter) (1988, rendező, forgatókönyvíró)
- Masque of the Red Death (1989, rendező, forgatókönyvíró)
- Overexposed (1990, rendező, forgatókönyvíró)
- Nem jön a hajnal (Till the End of the Night) (1995, rendező, forgatókönyvíró)
- Paranoia (1998, rendező, forgatókönyvíró)
- Az igazi kísértés (The Right Temptation) (2000, forgatókönyvíró)
- The Basement (2002, rendező)
- Halloween: Feltámadás (Halloween: Resurrection) (2002, forgatókönyvíró)
- Átkozott szerencse (Hard Luck), videófilm (2006, forgatókönyvíró)
- Christina (2010, rendező, forgatókönyvíró)
- The Coexist Comedy Tour (2012, dokumentumfilm, rendező)
- A Perfect Man (2013, forgatókönyvíró)
- The Girl on the Train (2013, rendező, forgatókönyvíró)
- Beyond Glory (2015, rendező)